# M/T Ivan Zajc
M/T Ivan Zajc je trajekt za dužobalne i međunarodne linije koji je od 1993. do 2009. bio u sastavu flote hrvatskoga brodara Jadrolinije. Brod je izgrađen 1970. godine u Italiji u brodogradilištu Cantiere Navale Apuania S.A. u Marina di Carrari za kompaniju Linee Marittime dell' Adriatico, pod imenom Tiziano. 1981. godine Linee Marittime dell' Adriatico se spaja s kompanijom Adriatica di Navigazione S.p.A. iz Venezie. U tome razdoblju brod plovi na prugama koje spajaju hrvatsku i talijansku obalu. Jadrolinija ovaj brod kupuje 1993. godine za održavanje dužobalnih i međunarodnih pruga. Nakon što je brod povučen iz tog sektora pruga, započinje ploviti na prugama splitskoga okružja do same prodaje. 2009. godine brod kupuje turska tvrtka Ufuk Denizcilik iz Trabzona, upisan je na njihovu panamsku podružnicu Ziganoy Shipping Inc. i dobiva ime Besyildiz, za plovidbu u Crnome Moru između turskih i ukrajinskih luka. 2010. godine brod je prodan kompaniji Maurico Shipping Ltd koja ga registrira u Komorima i naziva ga Asaba 2.
Brod ima kapacitet prijevoza 910 putnika i 70 vozila. Može postići maksimalnu brzinu od 18 čvorova.

## Vanjske poveznice
- ASABA 2 (marinetraffic.com, pristupljeno 1. veljače 2015.)